# 圣桑福里安堂 (阿维尼翁)
圣桑福里安堂（法語：église Saint-Symphorien-les-Carmes）是法国普罗旺斯地区阿维尼翁的一座罗马天主教教堂，哥特式风格，原属加尔默罗会修道院，位于加尔默罗广场。 1928年该堂列为法国历史古迹。
该堂建于1267年-14世纪。法国大革命期间修道院关闭。19世纪该堂作为普通堂区教堂开放。

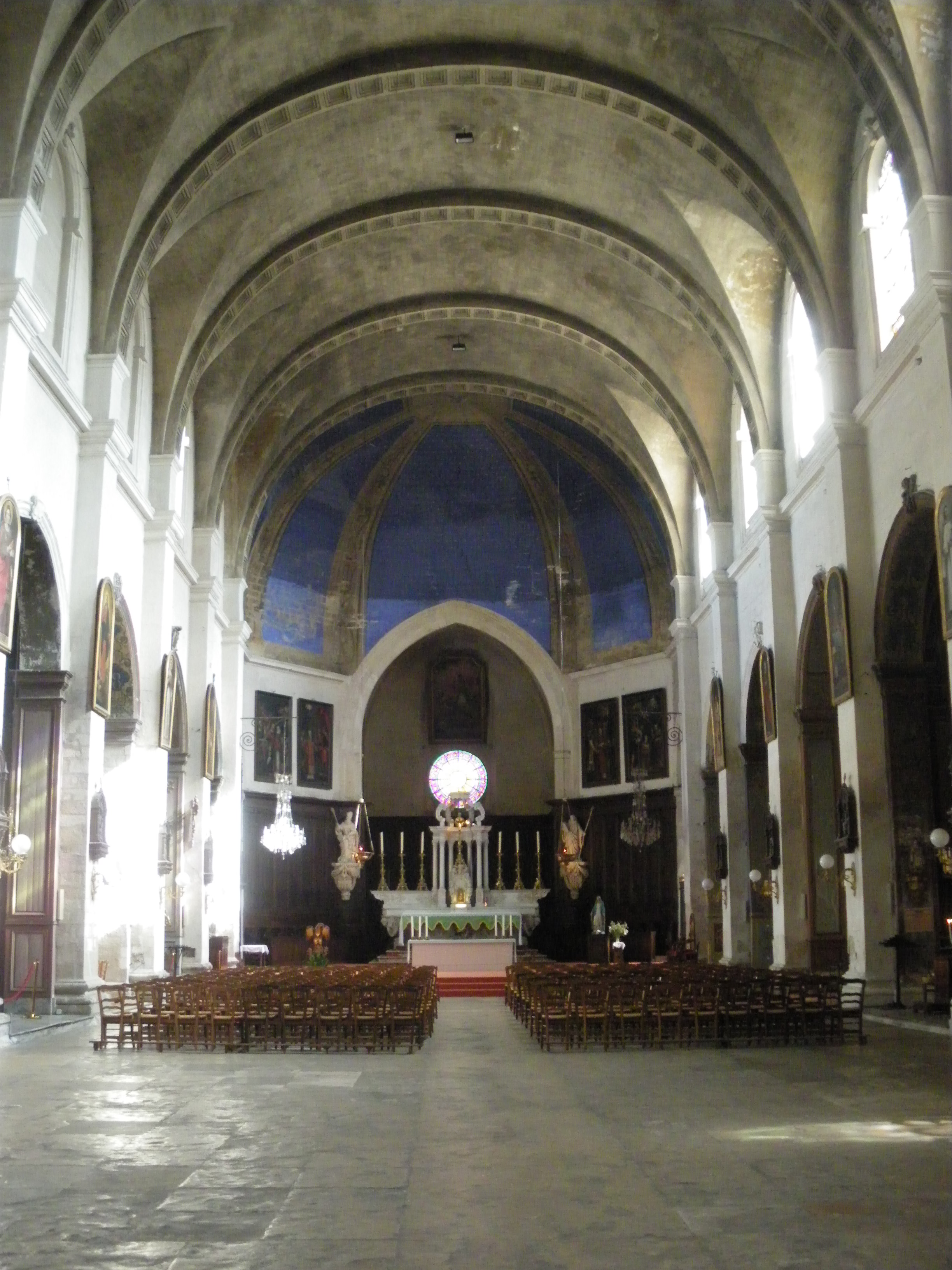

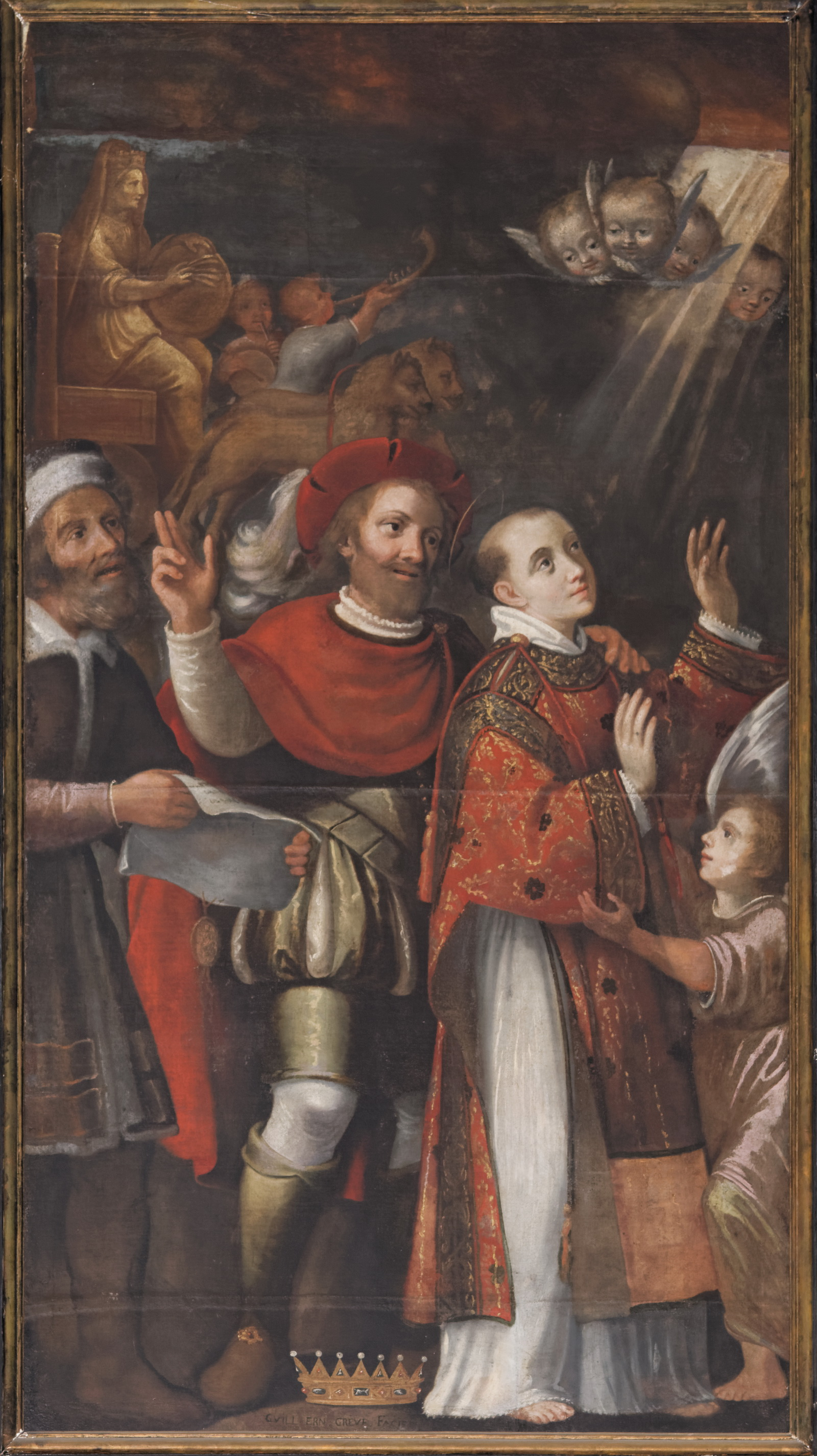
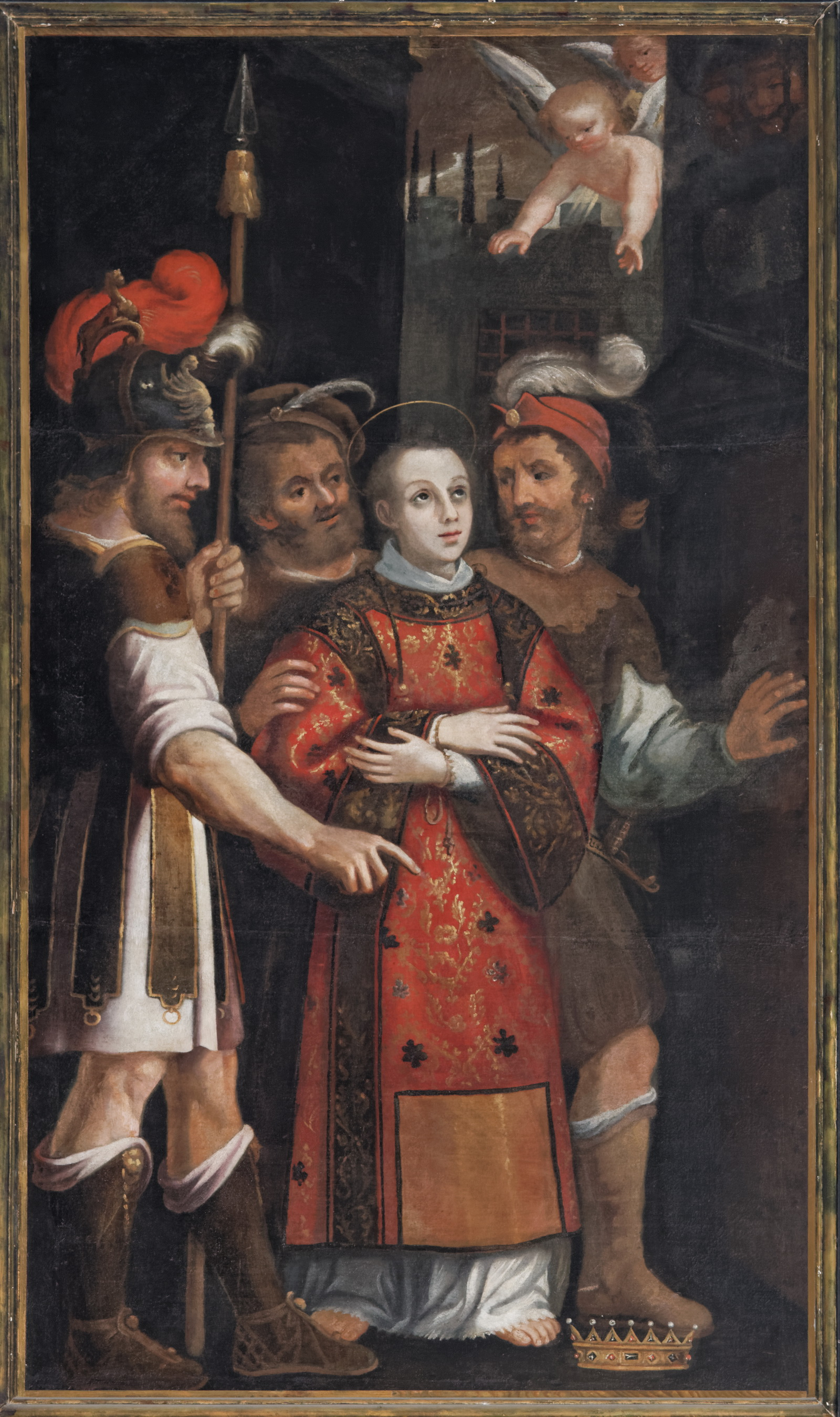
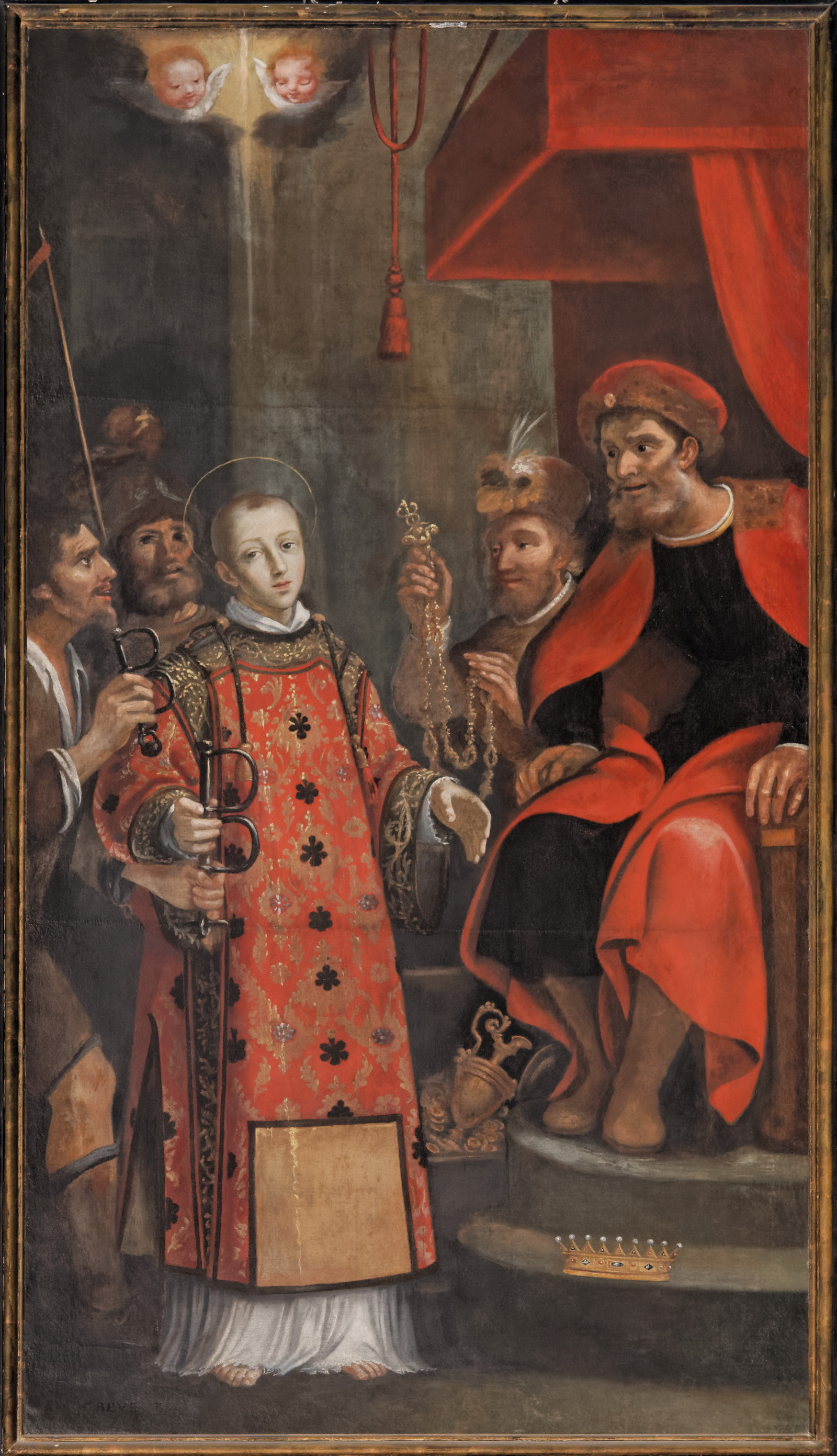
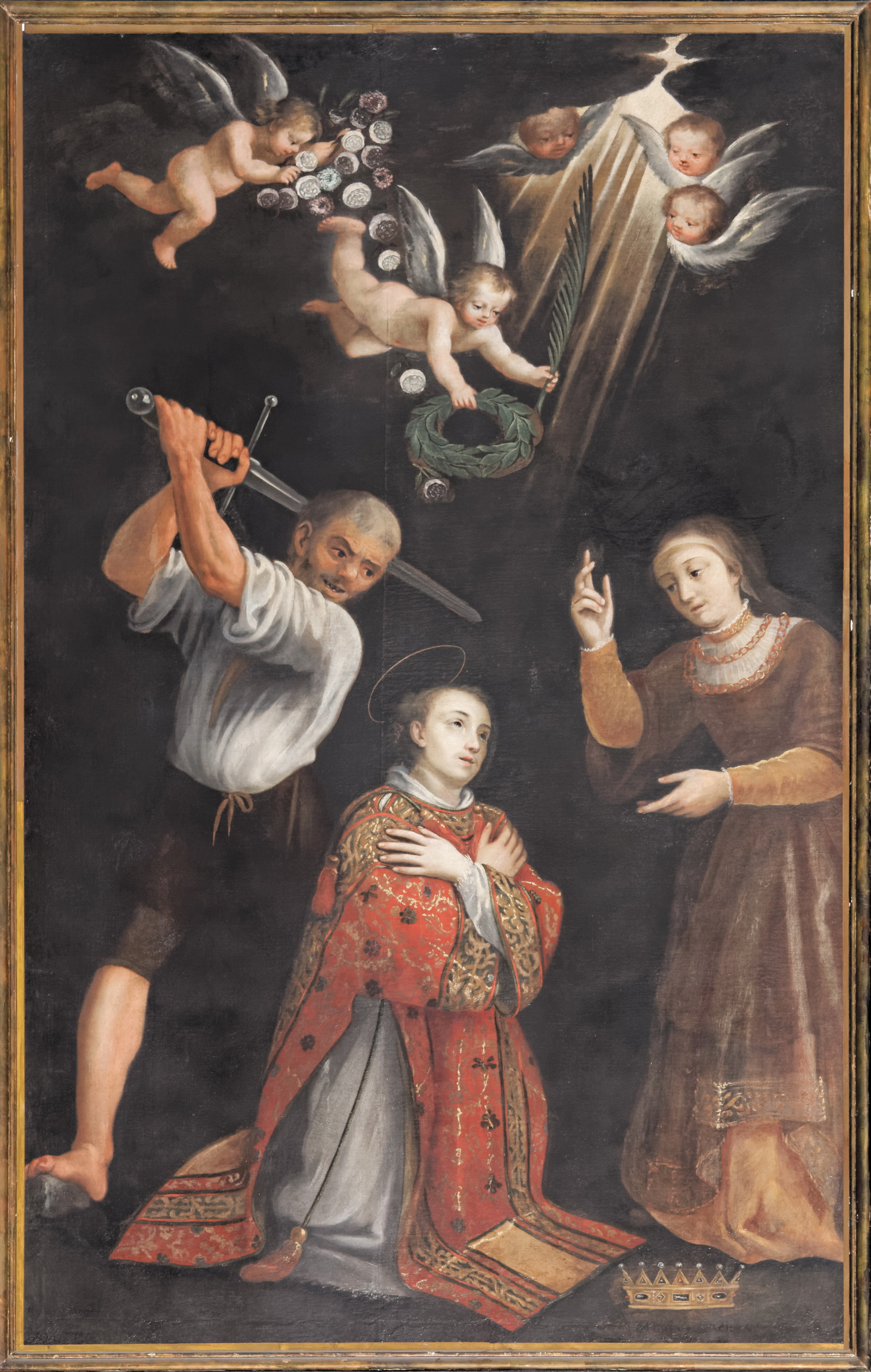
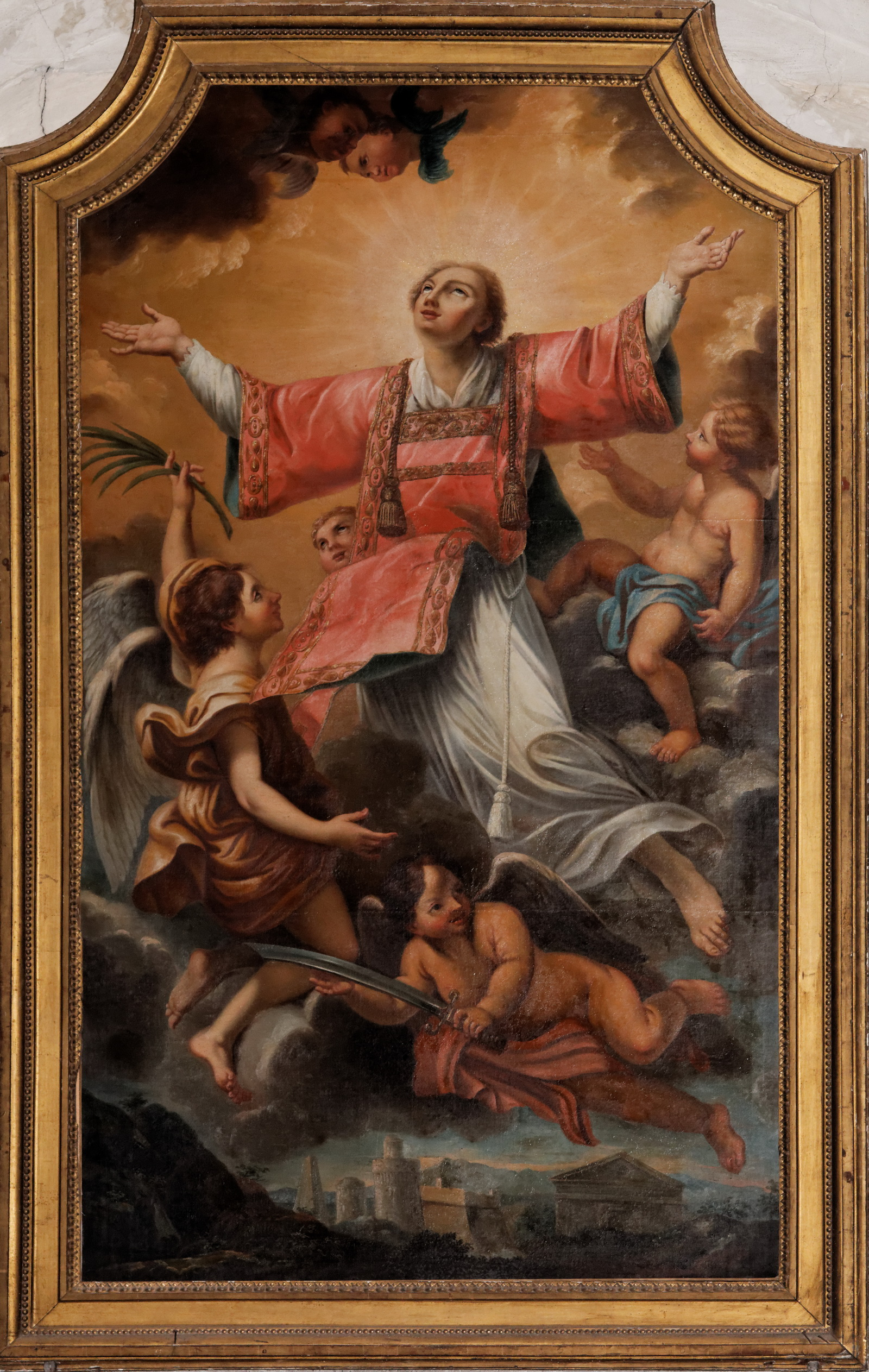

堂内有多达17个小堂。